# Live from Spotify London
Live from Spotify London és un EP en directe de la banda anglesa Coldplay. Fou enregistrat en la seu central de Spotify, a Londres, el 14 de novembre de 2016. Representà el dotzè EP editat per la banda i publicat exclusivament pel servei de streaming de Spotify el 16 de desembre de 2016. Coldplay va decidir realitzar aquest treball després de ser nomenada la banda més escoltada en la plataforma Spotify durant l'any 2016, superant els cinc mil milions de reproduccions.

## Llista de cançons
Totes les cançons foren escrites i compostes per Guy Berryman, Jonny Buckland, Will Champion i Chris Martin. 
| Núm.          | Títol                     | Durada |
| ------------- | ------------------------- | ------ |
| 1.            | «Everglow»                | 4:15   |
| 2.            | «Viva la Vida»            | 3:54   |
| 3.            | «Adventure of a Lifetime» | 4:18   |
| 4.            | «Yellow»                  | 4:12   |
| 5.            | «Christmas Lights»        | 4:28   |
| Durada total: | Durada total:             | 21:07  |

## Crèdits
- Guy Berryman – baix, veus addicionals, teclats
- Jonny Buckland – guitarra elèctrica, addicionals
- Will Champion – bateria, addicionals, guitarra
- Chris Martin – cantant, teclats, guitarra acústica